# Ľudovít Cvetler
Ludovít Cvetler (Bernolákovo, 17 de setembro de 1938) é um ex-futebolista eslovaco, que atuava como atacante.

## Carreira
Ludovít Cvetler representou a Seleção Tchecoslovaca de Futebol, medalha de prata em Tóquio-1964 .